# Villa Wessel

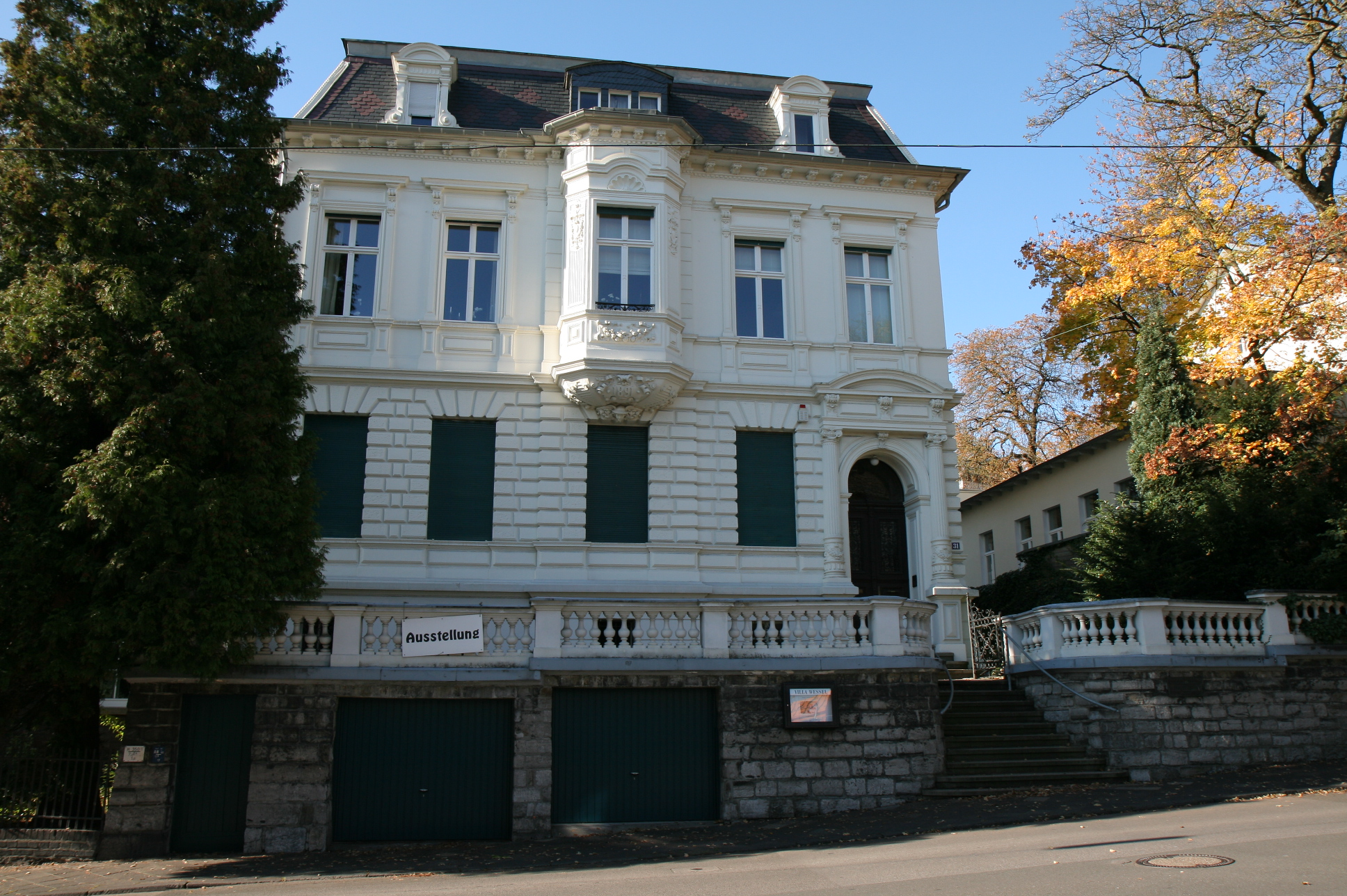
Villa Wessel

Die Villa Wessel in Iserlohn beheimatet den Kunstverein „Wilhelm Wessel / Irmgart Wessel-Zumloh e. V.“.

## Villa
Das Haus des Ehepaars Wessel, Wilhelm Wessel und Irmgart Wessel-Zumloh, gehört zu den eindrucksvollen Bauwerken im Bereich von Garten- und Stennerstraße in Iserlohn. Zu einer hohen Terrasse, die auf einer Mauer von Bruchsteinen steht und von einer Balustrade gekrönt ist, führt eine Treppe, die in einem Portal im Stile des westfälischen Barocks mündet. Architekt Otto Leppin führte dieses Bauwerk 1891 im Auftrage von Kommerzienrat Otto Auer, Mitinhaber von Kissing & Möllmann, aus – in Nachbarschaft der alten Töchterschule der Fanny van Hees, die 1862 nach Plänen von Max Hohl errichtet wurde.

## Verein
Der Verein wurde am 9. September 1990 im Künstlerdorf Barendorf auf Anregung von Bürgermeister Fritz Fischer und Stadtdirektor Heiko Wetekam als „Wilhelm Wessel / Irmgart Wessel-Zumloh e. V.“ gegründet. Er hat sich die Aufgabe gestellt, Ausstellungen von der Klassischen Moderne bis hin zu wichtigen zeitgenössischen Tendenzen mit dem Schwerpunkt der frühen Nachkriegskunst und damit dem künstlerischen Umfeld der Wessels zu zeigen sowie die Stadt Iserlohn bei der Aufarbeitung des künstlerischen Nachlasses des Ehepaares Wessel zu unterstützen.

## Ausstellungen
Die Ausstellungen des Kunstvereins finden in den von der Stadt Iserlohn zur Verfügung gestellten Räumen im Erdgeschoss der repräsentativen Villa Wessel, von 1955 bis 1980 Wohnräume des Künstlerehepaares Wilhelm Wessel und Irmgart Wessel-Zumloh, an der Gartenstrasse 31 in Iserlohn statt.
Von 1993 bis 2001 hat außerdem die Künstlerinitiative Artothek Intervall mit Unterstützung der Stadt Iserlohn die Räume des Wessel-Vereins genutzt, um in drei jährlichen Ausstellungen Werke zum Verleihen anzubieten.

## Iserlohner Kunstpreis
Mit dem Iserlohner Kunstpreis wird das Werk eines etablierten Künstlers von überragender Qualität im Bereich Malerei oder Skulptur ausgezeichnet. Die Preisverleihung und die damit einhergehende Ausstellung in der Villa Wessel in Iserlohn bereichern das kulturelle Leben der Region.
Der Preis wurde von 2003 bis 2013 von der Bürgerstiftung der Sparkasse Iserlohn in Zusammenarbeit mit dem Verein „Wilhelm Wessel / Irmgart Wessel-Zumloh e. V.“ vergeben. Er war jeweils mit 15.000 Euro dotiert und wurde alle zwei Jahre, also 6 mal, juriert. Ab 2016 wird der Preis durch den Kunstverein „Wilhelm Wessel / Irmgart Wessel-Zumloh e. V.“ – mit Hilfe eines privaten, ungenannten Sponsors – verliehen und die Preissumme auf 20.000 Euro erhöht. Der Preis wird künftig alle drei Jahre verliehen.
Bisherige Preisträger: 2003 Max Neumann, 2005 Olav Christopher Jenssen, 2007 Leiko Ikemura, 2009 David Nash, 2011 Pia Fries, 2013 Jaume Plensa, 2016 Laura Ford, 2019 Robert Schad und 2022 Berlinde De Bruyckere.